# Hugo Eduardo Martínez Padilla
Hugo Eduardo Martínez Padilla (19 de mayo de 1971). Es un político mexicano, fue miembro del Partido de la Revolución Democrática hasta el año 2019. 
Es Licenciado en Derecho, egresado de la Universidad del Valle de México
Fue diputado federal de la LX Legislatura 2006 a 2009.
Inició sus actividades políticas como funcionario del Ayuntamiento de Ciudad Nezahualcóyotl durante la gestión como alcalde de Héctor Miguel Bautista López, donde fue primero subdirector y luego director jurídico entre 2000 y 2003. En el siguiente periodo gubernamental del ayuntamiento ocupó el cargo de contralor municipal, hasta 2006, este último año fue postulado candidato del PRD y luego electo diputado federal por el XVII Distrito Electoral Federal del Estado de México, con cabecera en Ecatepec, para la LX Legislatura, que culminara en 2006.
Junto a Héctor Bautista López sostuvo una huelga de hambre para demandar la inscripción por parte de la Secretaría de Desarrollo Social de miembros de organizaciones representados por ellos en los programas de asistencia social del gobierno. Posteriormente, la huelga fue levantada y para tratar con el asunto, se reunió en compañía del Bautista y del también diputado Juan Hugo de la Rosa García con el presidente Felipe Calderón Hinojosa, siendo los primeros miembros de su partido en hacerlo, debido al no reconocimiento del PRD a Calderón como presidente de la República, ante ello, el PRD ha anunciado la posibilidad de sancionarlo por acudir a esta reunión.
Fungió como Contralor Municipal en el H. Ayuntamiento de Ocuilan de Artega durante la gestión del Dr. Félix Alberto Linares  entre 2016 y 2018.  En febrero de 2018 tomó protesta como diputado federal de la LXIII legislatura.
En el año 2019 asumió el cargo de Director de Denuncias e Investigaciones, de la Dirección General de Denuncias y Quejas de la Contraloría Interna de la H. Cámara de Diputados. En 2020 tomó el cargo de director general de Registro y Evolución Patrimonial de la Contraloría Interna de la Cámara de Diputados Federal.